# Spirálgalaxis

A Messier 51 spirálgalaxis a Vadászebek csillagképben. Lapjáról látunk rá, az egyik spirálkarvégén látható legnagyobb kísérőgalaxisa, az NGC 5195. Spirálkarjaiban fiatal, kék csillagok nyílthalmazai mellett vörösen fénylenek a H II régiók, melyekben csillagkeletkezés zajlik

A Messier 104, a Sombrero-galaxis Hubble űrtávcsővel készült képe. Az éléről látszó galaxisnak jól megfigyelhető központi korongja, melyet a benne található fekete porsáv emel ki, és benne ferdén rálátunk a spirálkarokra. Feltűnő a fényesen ragyogó halo, valamint középen a galaxismag

A spirálgalaxisok a szabályos galaxisok egyik fő csoportja, melyeknél a galaxismagot lapos korong veszi körül, amelyben spirálkarok helyezkednek el. Tejútrendszerünk is spirálgalaxis.
A központi, megközelítőleg gömb alakú mag öreg, II. populációs csillagokból áll, melynek középpontjában, a galaxisok nagy részében, több millió naptömegű nagyon nagy tömegű fekete lyuk van. Az ezt körülvevő korongban vannak a spirálkarok, ezek fiatal, I. populációs csillagokból állnak, és sok csillagközi anyagot tartalmaznak, bennük jelenleg is zajlik csillagkeletkezés. A csillagközi anyag az össztömegnek csupán néhány százalékát teszi ki, és a galaxis fősíkja mentén erősen koncentrált. A csillagokhoz hasonlóan, a spirálkarok is forognak a központ körül, de állandó szögsebességgel.
A galaxis legkülső vidéke a gömb alakú galaxishalo, ennek sugara megközelítőleg a spirálkarokéval egyezik meg, és öreg, II. populációs csillagokból, valamint gömbhalmazokból áll. A magtól a periféria felé folyamatosan ritkul.
A spirálgalaxisok egyharmad része közönséges spirálgalaxis, kétharmaduk pedig küllős spirálgalaxis (jelölésük: SB). Mindkét típus esetében három alosztályt (a, b, c) különböztetnek meg, a galaxismag viszonylagos fejlettsége alapján (a: fejlett mag, c: viszonylag halvány mag). A küllős spirálgalaxisok három alosztályát (SBa, SBb, SBc) Gérard de Vaucouleurs csillagász javasolta, ennek ellenére a Hubble-féle osztályozásban a d altípust is alkalmazzák. Ez a rendszerezés azonban nem utal feltétlenül a galaxisok fejlődési stádiumára, amire nagy hatással vannak a galaxisütközések. Spirális galaxis a Vadászebek csillagképben található Messier 51 és a Nagy Medve csillagképben található Messier 101 jelű Messier-objektumok. Mindkét objektum esetében merőlegesen látunk rá a galaxis korongjára.

## Struktúra
A spirálgalaxisok számos egyénileg elhatárolható részből állnak:
- egy lapos, forgásban lévő korong melyet általában fiatal csillagok és a csillagközi anyag tölt ki
- egy központi dudor, javarészt öreg csillagok alkotják. Önmagában hasonlít egy elliptikus galaxisra.
- egy közel gömb alakú halo, mely számos gömbhalmazba tömörül
- egy nagyon nagy tömegű fekete lyuk a dudor pontos középpontjában.

A különböző elemek - például súly, fényerő és méret - mennyisége és aránya minden galaxis esetén változó.

### Spirálkar
A spirálkar azoknak a csillagoknak összessége, melyek elnyúlnak a küllő nélküli vagy küllős spirálgalaxisok közepétől. Ezek a hosszú, vékony területek a spirál alakjára hasonlítanak, így váltak eme típus névadóivá. A karok formáját tekintve természetesen további osztályokba sorolhatóak: például az Sa és SBa galaxisoknak szűkebb, összefogott karjaik vannak, míg az Sc és SBc galaxisok karjai lazák, nyitottabbak.
Legyen szó bármelyik osztályról, a spirálkarok rengeteg fiatal kék csillagot tartalmaznak így azok tömegsűrűsége és gyakori keletkezésük miatt válnak a karok teljesen egyedivé.

### Galaxisdudor
A galaxisdudor egymáshoz szorosan közel álló csillagok hatalmas csoportja. Ez a kifejezés általánosan a spirálgalaxisok belső részén elhelyezkedő csillagok csoportját jelenti.
A Hubble-osztályozás alapján az Sa típusú galaxisok esetében a dudor általában öreg, alacsony fémtartalmú II. populációs csillagokból áll. Méret szempontjából az Sa és SBa galaxisoknak gyakorta nagyméretű dudorjuk van. Ezzel szemben az Sc és SBc galaxisok dudora kisebb és lazább elosztású, illetve I. populációs fiatal kék csillagok csoportosulnak benne. A tömeg és fényesség arányos lekicsinyítésével néhány dudor hasonló tulajdonságú, mint az elliptikus galaxisok, mások pedig a hasonló paraméterű koronggalaxisokhoz képest egyszerűen magasabb a korongsűrűségük.
Számos dudorról úgy feltételezik, hogy középpontjukban nagyon nagy tömegű fekete lyuk található. Ilyen fekete lyukat még nem sikerült megfigyelni, de közvetett bizonyítékok által feltételezhető a létezésük. A saját galaxisunkban például a Sagittarius A* objektum nagyon nagy tömegű fekete lyuknak vélhető. Szoros összefüggés van a fekete lyuk tömege és a dudorban található csillagok szóródási sebessége között; ezt nevezzük M-szigma kapcsolatnak.

## Lásd még
- Spirálgalaxisok
- A galaxisok Hubble-féle osztályozása

## Fordítás
- Ez a szócikk részben vagy egészben  a   Spiral galaxy című angol Wikipédia-szócikk ezen változatának fordításán alapul.  Az eredeti cikk szerkesztőit annak laptörténete sorolja fel. Ez a jelzés csupán a megfogalmazás eredetét és a szerzői jogokat jelzi, nem szolgál a cikkben szereplő információk forrásmegjelöléseként.